# Clinton (Missouri)
Clinton é uma cidade localizada no estado americano de Missouri, no Condado de Henry.

## Demografia
Segundo o censo americano de 2000, a sua população era de 9311 habitantes.
Em 2006, foi estimada uma população de 9511, um aumento de 200 (2.1%).

## Geografia
De acordo com o United States Census Bureau tem uma área de
24,0 km², dos quais 23,9 km² cobertos por terra e 0,1 km² cobertos por água.

## Localidades na vizinhança
O diagrama seguinte representa as localidades num raio de 20 km ao redor de Clinton.